# Filmografia de Sally Hawkins
Esta é a filmografia completa da atriz inglesa Sally Hawkins.

## Filmes
| Ano  | Title                                     | Papel               | Diretor                           | Notas |
| ---- | ----------------------------------------- | ------------------- | --------------------------------- | --- |
| 1996 | Mirror, Mirror                            | Jenny               | Wendy Griffin                     | |
| 1999 | Star Wars: Episode I – The Phantom Menace | Villager            | George Lucas                      | |
| 2002 | All or Nothing                            | Samantha            | Mike Leigh                        | |
| 2004 | Vera Drake                                | Susan Wells         | Mike Leigh                        | |
| 2004 | Layer Cake                                | Slasher             | Matthew Vaughn                    | |
| 2006 | Hollow China                              | Terri               | Matt Platts-Mills                 | |
| 2007 | Cassandra's Dream                         | Kate                | Woody Allen                       | |
| 2007 | WΔZ                                       | Elly Carpenter      | Tom Shankland                     | |
| 2008 | Happy-Go-Lucky                            | Poppy Cross         | Mike Leigh                        | Prêmios Globo de Ouro de Melhor atriz - Comédia ou Musical New York Film Critics Circle Award de melhor principal San Francisco Film Critics Circle de melhor principal Urso de Prata de melhor atriz principal Satellite Awards de melhor principal Boston Society of Film Critics Award de melhor principal |
| 2009 | An Education                              | Sarah Goldman       | Lone Scherfig                     | Screen Actors Guild Awards de Melhor Elenco - cinema |
| 2009 | Desert Flower                             | Marylin             | Sherry Hormann                    | |
| 2009 | Happy Ever Afters                         | Maura               | Stephen Burke                     | |
| 2010 | It's a Wonderful Afterlife                | Linda / Gitali      | Gurinder Chadha                   | |
| 2010 | Never Let Me Go                           | Miss Lucy           | Mark Romanek                      | |
| 2010 | Made in Dagenham                          | Rita O'Grady        | Nigel Cole                        | Indicações Satellite Awards de Melhor Atriz Principal |
| 2010 | Submarine                                 | Jill Tate           | Richard Ayoade                    | |
| 2011 | Love Birds                                | Holly               | Paul Murphy                       | |
| 2011 | Jane Eyre                                 | Mrs Reed            | Cary Joji Fukunaga                | |
| 2012 | Great Expectations                        | Mrs Joe             | Mike Newell                       | |
| 2013 | All Is Bright                             | Olga                | Phil Morrison                     | |
| 2013 | The Phone Call                            | Heather             | Mat Kirkby                        | Short film |
| 2013 | Blue Jasmine                              | Ginger              | Woody Allen                       | Indicações Oscar de Melhor Atriz Coadjuvante Globo de Ouro de Melhor Coadjuvante - Cinema BAFTA de Melhor Coadjuvante Satellite Awards de Melhor Atriz Coadjuvante Dallas Fort Worth Film Association Award de Melhor Atriz Coadjuvante Georgia Film Association Awards de Melhor Atriz Coadjuvante Independent Spirit Awards de Melhor Atriz Coadjuvante |
| 2013 | The Double (2013)                         |                     | Richard Ayoade                    | |
| 2014 | Godzilla                                  | Dr. Vivienne Graham | Gareth Edwards                    | |
| 2014 | X+Y                                       | Julie Ellis         | Morgan Matthews                   | |
| 2014 | Paddington                                | Mary Brown          | Paul King                         | |
| 2016 | Maudie                                    | Maud Lewis          | Aisling Walsh                     | Prêmios San Diego Film Critics Society da Melhor Atriz Principal |
| 2017 | The Shape of Water                        | Elisa Esposito      | Guillermo del Toro                | Prêmios Boston Society of Film Critics de Atriz Principal Los Angeles Film Critics Association Award de melhor atriz Indicações Oscar de Melhor Atriz BAFTA de melhor principal Globo de Ouro de Melhor Atriz num filme dramático SAG Awards de Melhor Atriz Principal Chicago Film Critics Association Award de Atriz Principal St. Louis Gateway Film Critics Association de Atriz Principal San Diego Film Critics Society de Atriz Principal San Francisco Film Critics Circle Award de Atriz Principal Satellite Awards de Atriz Principal Washington D.C. Area Film Critics Association de Atriz Principal Toronto Film Critics Association de Atriz Principal |
| 2017 | Paddington 2                              | Mary Brown          | Paul King                         | |
| 2019 | Godzilla: King of the Monsters            | Dr. Vivienne Graham | Michael Dougherty                 | |
| 2023 | Wonka                                     |                     | Paul King                         | |
| 2025 | Bring Her Back                            | Laura               | Danny Philippou Michael Philippou | |